# 天主教拉奎拉总教区
天主教拉奎拉总教区（拉丁語：Archidioecesis Aquilanus）是罗马天主教在意大利中部阿布鲁佐大区设立的一个总教区，1257年2月20日成立教区，1876年1月19日升格为总教区，1972年8月15日成立教省，附属教区有天主教阿韦扎诺教区和天主教苏尔莫纳-瓦尔瓦教区。
拉奎拉总教区的主教座堂是拉奎拉主教座堂。现任总主教為若瑟·彼得羅基樞機，榮休總主教為若瑟·莫利納里。